# Nyamagombe
Nyamagombe är ett vattendrag i Burundi.   Det ligger i provinsen Cankuzo, i den östra delen av landet, 140 km öster om huvudstaden Bujumbura.
Omgivningarna runt Nyamagombe är en mosaik av jordbruksmark och naturlig växtlighet. Runt Nyamagombe är det ganska tätbefolkat, med 90 invånare per kvadratkilometer.